# Benito Maresca
Benito Maresca (São Paulo, 14 de julho de 1934 – São Paulo, 11 de junho de 2011) foi um tenor ítalo-brasileiro, filho direto de pais originalmente italianos, nasceu na capital do estado de São Paulo.
É considerado um dos maiores tenores da sua geração e foi o mestre do tenor Richard Bauer. Sua estreia ocorreu em pleno Theatro Municipal de São Paulo em 1964. Também cantou na Itália e Alemanha e em vários países da Europa e América.